# Kräuterlimonade
Als Kräuterlimonade bezeichnet man verschiedene Erfrischungsgetränke. Ursprünglich handelt es sich um eine Limonade mit dem Geschmack von Küchenkräutern. Umgangssprachlich werden auch Brausen mit Kräutergeschmack bzw. -aroma als Kräuterlimonade bezeichnet.

## Herstellung
Zur Vorbereitung wird ein pharmazeutischer Drogenauszug hergestellt. Hauptzutaten sind Läuterzucker und ein säuerliches Würzmittel wie Zitronensaft oder Essig. Diese werden gemeinsam aufgekocht. Während des Abkühlens gibt man Kräuter, Früchte und Gewürze hinein. Nach mehreren Stunden bis Tagen wird die Flüssigkeit durchgeseiht und kann als Auszug/Sirup für die Herstellung von Limonade verwendet werden. In der Regel wird es anschließend mit kohlensäurehaltigen Mineralwasser oder Tafelwasser aufgefüllt.
Typische Kräuter sind Waldmeister, Zitronenmelisse, Minze und Gundermann. Dazu werden ggf. Beeren wie Holunder oder Sanddorn gegeben, welche als Basis für Fruchtlimonade ungeeignet sind. Wegen der pflanzlichen Herkunft werden auch Getränke mit Tamarinde oder Aloe vera dazugezählt.

## Sorten
- Almdudler aus Österreich
- Fassbrause aus Deutschland
- Bionade aus der Rhön
- Krabat Kräuter-Limonade von Oppacher Mineralquellen
- Lift Kräuter, siehe Liste der Getränkemarken der Coca-Cola Company im deutschsprachigen Raum
- Wostok aus Berlin-Kreuzberg
- Rivella